# Eyrth, Wynd, and Fyre
Eyrth, Wynd, and Fyre ist das siebte Studioalbum des US-amerikanischen Wu-Tang-Clan-Rappers Cappadonna. Es wurde am 26. Februar 2013 als Doppelalbum veröffentlicht. Auf dem Tonträger sind unter anderem Gäste wie Show Stopper, Soloman Childs, Lounge Mode und Sav Killz vertreten.

## Hintergrund
In einem Interview mit AllHipHop im Dezember 2012 erklärte Cappadonna, dass er bei Eyrth, Wynd, and Fyre den Fokus auf die Musik gelegt habe. Bei der Produktion des Albums sei er zudem „klar im Kopf“ gewesen.
Den Titel des Albums erklärte Cappadonna folgendermaßen: Eyrth, Wynd, and Fyre bestehe aus drei Elementen. Fire (deutsch: Feuer) stehe für Wahrheit, Wind sei die Substanz, und Earth (deutsch: Erde) sei Stärke, die ihn in seinem Gleichgewicht halte. Diese drei Elemente würden seine Existenz, seinen Style und sein Leben ausmachen.

## Titelliste
CD 1:
| #   | Titel                                    | Produzent | Länge |
| --- | ---------------------------------------- | --------- | ----- |
| 1.  | Real Life                                | J. Glaze  | 3:25  |
| 2.  | The Body Rock                            | J. Glaze  | 3:17  |
| 3.  | Boogah Hill                              | J. Glaze  | 3:24  |
| 4.  | Hustle Game Tight                        | J. Glaze  | 3:30  |
| 5.  | The Better Life Movement                 | J. Glaze  | 3:14  |
| 6.  | Pull Ya Life Together                    | J. Glaze  | 3:02  |
| 7.  | Puffed On Pride                          | J. Glaze  | 3:38  |
| 8.  | Creature Feature                         | J. Glaze  | 2:54  |
| 9.  | In The Dungeon (feat. Show Stopper)      | J. Glaze  | 2:44  |
| 10. | Rap Is Like Crack (feat. Soloman Childs) | J. Glaze  | 2:25  |
| 11. | God Forgive Me For My Sins               | J. Glaze  | 4:55  |
| 12. | Back To School                           | Whaul     | 3:01  |
| 13. | Children of Israel (feat. Show Stopper)  | J. Glaze  | 3:49  |
| 14. | Net Surfin' (feat. Show Stopper)         | J. Glaze  | 3:41  |

CD 2:
| #   | Titel                              | Produzent      | Länge |
| --- | ---------------------------------- | -------------- | ----- |
| 1.  | Free Lunch (feat. Lounge Mode)     | Keelay & Zaire | 1:36  |
| 2.  | Real Talk (feat. Lounge Mode)      | Cosmos Shines  | 3:46  |
| 3.  | Welfare (feat. Sav Killz)          | Chris Bay      | 2:42  |
| 4.  | Bar B Que (feat. Lounge Mode)      | DJ Snips       | 2:46  |
| 5.  | Actual Facts (feat. Sav Killz)     | DJ Snips       | 1:43  |
| 6.  | Rep Ya Borough (feat. Lounge Mode) | Kevlaar 7      | 2:53  |
| 7.  | Live Ya Life (feat. Lounge Mode)   | Cosmos Shines  | 2:49  |
| 8.  | Chains                             | Stu Bangas     | 1:26  |
| 9.  | Socializing (feat. Lounge Mode)    | Keelay & Zaire | 2:36  |
| 10. | It's A Man’s World                 | Kevlaar 7      | 2:18  |
| 11. | Baby Mommas                        | Keelay & Zaire | 3:53  |
| 12. | Ease On Down The Road              | Keelay & Zaire | 2:22  |
| 13. | We Hood Rich Now                   | Stu Bangas     | 2:40  |
| 14. | Uncle Gem's Rice                   | G-Force        | 4:03  |

## Kritik
| Professionelle Bewertungen | Professionelle Bewertungen |
| -------------------------- | -------------------------- |
| Kritiken                   |                            |
| Quelle                     | Bewertung                  |
| Allmusic                   | [ 2 ]                      |
| HipHopDX                   | [ 3 ]                      |

Eyrth, Wynd, and Fyre erhielt gemischte Kritiken. David Jeffries von AllMusic lobte einige Lieder des Albums, die stimmig produziert seien, meinte aber insgesamt, dass das Album sich eher wie ein Bonus-Mixtape denn als fertiges Album anhören würde. Fans sollten sich entsprechend auf Gefühle wie Nervenkitzel und Sieg, aber auch auf Ärger über zu viele Extras einstellen.
Omar Burgess von HipHopDX gab Eyrth, Wynd, and Fyre drei von fünf möglichen Punkten und kritisierte die Länge des Albums. Ein Doppelalbum sei zu lang und nur Notorious B.I.G. und Tupac vorbehalten, wenn diese „vom Tode auferstehen“ würden. Er lobte die Arbeit von Produzent J. Glaze, welcher zwar, anders als RZA, nicht ganz Cappadonnas vollständiges Potenzial ausschöpfen könne, aber nahe ran komme. Auf dem Großteil der Lieder würde Cap über Lektionen fürs Leben und Anekdoten über die Produktion rappen, die zwar ganz passabel, aber nie spektakulär seien. Burgess schreibt abschließend, dass viele treue Fans sich das Album kaufen und wahrscheinlich die besten Lieder aus beiden CDs zu einer CD zusammenstellen werden.